# Guilcer
Il Guilcer o Guilcier è una subregione storica e geografica della Sardegna.
Da "Città e villaggi della Sardegna dell' ottocento" di Vittorio Angius:
"GUILCIERI, regione della Sardegna, e dipartimento dell'antico giudicato d'Arborea. Questa appellazione provenne dal nome del suo capoluogo, dove nella prima istituzione di tali distretti risiedeva il curatore. Gli aragonesi lo corruppero in Parte-cier, come scrive il Fara, donde poi formavasi il Parte-ozier, che usano molti. Confina a settentrione col Marghine, a ponente con la Planargia e Monteferro, ad austro col Campidano, a levante con Parte Barigadu, e col Doris. Comprende poco meno che i tre quinti meridionali del Pianoro, che dicono del Marghine dall'alta sua sponda sul Tirso, la quale nel linguaggio nazionale appellasi Marghine. È un terreno basaltico, e pare formato da un ampio ristagnamento del liquido igneo che fu eruttato dal cratere di s. Lussurgiu. La sua lunghezza nella linea d'austro-borea si avanza a miglia 12, la larghezza compensata a miglia 7; onde che la superficie si può tenere eguale a mi- glia quadrate 84. Quest'area, fu spartita forse dagli aragonesi, per una linea obbliqua secondo il maestro scirocco in due distretti, uno superiore perché settentrionale, l'altro inferiore perché meridionale. La parte superiore fu pure appellata Contrada Canales per li quattro o cinque seni, o canali, che sono nella pendice, o nel margine orientale dell'Altipiano sul nominato fiume dal promontorio di Sedilo al seno o canale di Tadasune, che veramente sono ragguardevoli siccome le parti più amene e feraci del dipartimento. La parte inferiore fu cognominata Reale perché fin dai primi tempi ritenuta nel demanio. In questa sono due valli, una alla falda del monte di s. Lussurgiu, dove or passa la gran strada, l'altra nella quale serpeggia il fiume Melchi. Irrigasi questo dipartimento da quattro fiumicelli, originarii dalle fonti del suddetto monte. Due tra- versano la parte superiore, e riunendosi presso Aido- maggiore scendono nel Tirso; gli altri due scorrono nella regione inferiore; e quel di Melchi la traversa in un lungo solcamento pendente all'austro, l'altro serpeggia presso i confini: il primo va a mescersi al Tirso, l'altro va sempre crescendo per confluenze, e perdesi nello stagno di Cabras. Le roccie del pianoro non essendo in ogni parte ben coperte di terra, però non potrebbe tutta la superficie essere facilmente coltivabile, e devono resta- re de' luoghi per selva e pascoli. Il bosco spesso assai raro, e in molte parti recente, indica i danni, che pati dal ferro e dal fuoco de' pastori. Se non si provvede efficacemente contro costo- ro, le piante ghiandifere non potranno prosperare, e mancheranno, come mancano in molte contrade, la legna pel fuoco e per le opere. I pascoli sono abbondanti, cominciando dall'ottobre alla fine della primavera, anche per le pecore e pei cavalli, per le vacche e i buoi. Nell'estate le erbe non vivono che nei luoghi umidi, che sono rari, e nelle rive de' fiumi perenni. L'attitudine del suolo ne' luoghi, dove è poca terra, è grande per la vegetazione dei fruttiferi gentili, e potrebbesi con gran successo coltivare quasi in tutti i luoghi l'olivo e la vite, e nelle valli gli agrumi. Là dove può maneggiarsi l'aratro è ben veduta dalla fertilità la convenienza della terra ai cereali, e se si lavorasse in tutti i luoghi, che è lecito, potrebbesi avere una messe quadrupla dell'attuale. Il clima della regione è temperato: nell'inverno sentesi poco il freddo se non soffino i venti settentrionali, e nella state è soffribile il calore per l'influsso dell'aria da poche parti impedito. A chi guardi da sul monte di Macomer questa regione, par di vedere una cosa simile ai bassi piani, che si dicono campidani: epperò da alcuni è stimata quasi un altro campidanos e con ragione sì per la sua mite temperatura nella stagione invernale, si per la gran fertilità, come pure per la insalubrità di alcune sue parti. Gli avvallamenti, che frequenti si manifestano nella sua superficie, e ne' quali stagnano le acque autunnali ed invernali, sono causa de miasmi, che esalano sotto i forti soli dell'estate. È però a dire, che più facilmente che nei campidani si potrebbe qui portar rimedio a questo male, come si è fatto nella paludetta di Pauli-latino. Popolazione. Prima che un pessimo destino sotto- ponesse l'isola al dominio aragonese, si numeravano in questo dipartimento le seguenti popolazioni. Guilcieri, Domusnovas, Sedilo, Aido-maggiore, Norguillo, Solli, Orena, Tadasune, Zuuri, Ustedu, Uras, Boeles, Licheri, Suci, Nordai nella parte superiore, e Pauli-la- tino, Guilarza, Abbasanta, ecc. nella parte inferiore. Poi cominciarono a mancare, e si andava rapidamente al nulla, se non che migliori tempi portarono miglior governo e ristaurazione." Le attuali popolazioni sono Sedilo, Aido-maggio- re, Domusnovas, Norguillo, Boroneddu, Solli o Soddi, Tadasune, Zuri, Pauli-latino, Abbasanta, e Ghilarza, che nel 1834 aveano complessivamente anime 9885, delle quali distribuirai a Sedilo 1870, ad Ai- do-maggiore 1016, a Domusnovas 180, a Norguillo 566, a Boroneddu 165, a Soddi 229, a Tadasune 284, Zuri 120, a Pauli-latino 2381, ad Abbasanta 1030, a Ghilarza 2043. L'agricoltura offriva in tal anno i seguenti numeri nella seminagione: grano starelli 6770, orzo 2256, fave 326, legumi 295, lino 316. Prodotto delle vigne quartare 202000. La pastorizia numerava nelle seguenti specie: buoi 2756, vacche 13585, pecore 21200, capre 2350, porci 2765, cavalli e cavalle 2334."

## Storia
Dopo la battaglia di Macomer nel 1478, dove gli aragonesi sconfissero definitivamente l'esercito del marchesato di Oristano, la contrada del Guilceri, che riuniva alcune decine di centri abitati, venne divisa in Parte Cier Canales (comprendente i territori dei paesi della media valle del Tirso, Sedilo, Domus Novas Canales, e parte di Norbello) che venne assegnata al feudatario di Sedilo, e Parte Cier Real (comprendente i territori di Ghilarza, Abbasanta, Paulilatino, la restante parte di Norbello, Aidomaggiore) che venne infeudato alla Corona. I paesi di Seneghe, Narbolia, Bonarcado e Milis, rimasero al Marchesato di Oristano sotto il nome di Parte Milis o Campidano di Milis
A seguito della sentenza di fellonia contro il Leonardo Alagon, il 12 agosto 1479, re Ferdinando II di Aragona sottrasse il ‘'Guil-cier'’ al Marchesato, assegnandolo in modo indissolubile alla Corona, e dando facoltà agli abitanti di resistere anche con le armi ad ogni tentativo di modifica statuale, senza incorrere in alcuna pena. Il re concesse inoltre ai paesi del '’Guil-Cier'’ il diritto di insegna con stendardo.
Il nome di Parte Cier Real fu comunemente utilizzato nei documenti ufficiali della Corona spagnola, nei documenti sia fiscali sia amministrativi.
Al momento della sua creazione, il territorio di Parte Cier Real contava 6 259 abitanti. I terreni seminativi in dotazione si calcolavano in 39.000 starelli di cui 10.000 a Guilarze, 17.000 a Pauli-Latinu, 7.000 ad Abbasanta, 5.000 ad Aidomaggiore.
I diritti feudali che questi villaggi dovevano alla Corona consistevano in diritto di feudo (tassa che si pagava in denaro), diritto di grano ed orzo, diritto di vino, decime del bestiame (degumarum), diritto di paglia ed Alcadia, che si pagavano agli amministratori di ‘'Tanca Regia'’
Questo territorio fu riservato alla Corona spagnola, sottraendolo all'infeudamento, con lo scopo di assicurare il mantenimento dell'allevamento regio dei cavalli di Tanca Regia (allevamento già esistente nel periodo romano tardo-imperiale, proseguito in epoca bizantina, e ripreso dai Giudici di Arborea). In questo territorio gli spagnoli hanno diffuso le loro usanze e la loro lingua (di cui molte parole sono rimaste nei dialetti del Guilcer). La contabilità fiscale rimase distinta per Guilarze e il resto di Parte Cier Real fino al 1490 quando Isabella di Castiglia, sollecitata a finanziare l'avventura di Cristoforo Colombo, ordinò ai suoi esattori un supplemento di prelievo fiscale, peraltro assai pesante. I prelievi così assommati furono notificati in un unicum che descriveva il risultato sia di Guilarze sia di Parte Cier Real, intitolato "Gettito di Guil-Cier". Da allora, sempre più spesso, documenti di atti amministrativi, governativi e fiscali furono riferiti, per semplicità, al contesto territoriale del Guil-Cier, ossia al capoluogo Guilarze e al suo territorio circostante.